# Henry Smith Van Eaton
Henry Smith Van Eaton  (* 14. September 1826 im Anderson Township, Hamilton County, Ohio; † 30. Mai 1898 in Woodville, Mississippi) war ein amerikanischer Politiker. Zwischen 1883 und 1887 vertrat er den Bundesstaat Mississippi im US-Repräsentantenhaus.

## Werdegang
Henry Van Eaton besuchte bis 1848 das Illinois College in Jacksonville. Noch im Jahr 1848 zog er nach Woodville im Staat Mississippi, wo er als Lehrer arbeitete. Nach einem Jurastudium und seiner im Jahr 1855 erfolgten Zulassung als Rechtsanwalt begann er in Woodville in seinem neuen Beruf zu praktizieren. Van Eaton war Mitglied der Demokratischen Partei. Im Jahr 1857 wurde er Bezirksstaatsanwalt im Wilkinson County. 1859 wurde er in das Repräsentantenhaus von Mississippi gewählt. Trotz seiner Herkunft aus dem Nordstaat Ohio wurde Van Eaton während des Bürgerkrieges Soldat der Armee der Konföderierten Staaten. Nach Ende des Krieges arbeitete er wieder als Anwalt in Woodville. Im Jahr 1880 wurde er Kanzler im zehnten Gerichtsbezirk von Mississippi.
1882 wurde Van Eaton im fünften Wahlbezirk von Mississippi in das US-Repräsentantenhaus in Washington gewählt, wo er am 4. März 1883 die Nachfolge von Charles E. Hooker antrat. Nach einer Wiederwahl im Jahr 1884 konnte er bis zum 3. März 1887 zwei Legislaturperioden im Kongress absolvieren. Nach dem Ende seiner Zeit im Kongress wurde Van Eaton im Jahr 1887 von Präsident Grover Cleveland in das Board of Visitors der US-Marineakademie in Annapolis (Maryland) berufen. Im Jahr 1888 war er auch Mitglied einer Kommission, die die letzte Phase des Ausbaus der Northern Pacific Railroad beaufsichtigte. Henry Van Eaton starb im Jahr 1898 in Woodville und wurde dort auch beigesetzt.